# Les Nouvelles Aventures de Mowgli
Les Nouvelles Aventures de Mowgli est une série télévisée d'aventures américaino-canadienne en vingt-six épisodes de 22 minutes diffusés entre le 7 février et le 1er août 1998 sur Fox Kids.
Cette série a été diffusée en France.

## Fiche technique
Sauf indication contraire, les informations mentionnées dans cette section peuvent être confirmées par la base de données cinématographiques IMDb,  présente dans la section « Liens externes ».
- Titre original : Mowgli: The New Adventures of the Jungle Book
- Réalisation : Brent Loefke, David Briggs, Michael McGreevey, John Blizek, Timothy Scott Bogart et William Tannen
- Scénario : Timothy Scott Bogart, James Hereth, Guy Toubes, Peter Lawrence, Justin Yoffe, Alan Swayze, Perry Adleman, Carl Ellsworth, Joseph Kerr et Melanie Williams, d'après l’œuvre de Rudyard Kipling
- Photographie : Irv Goodnoff
- Musique : Peter Bernstein
- Casting : Dean E. Fronk et Donald Paul Pemrick
- Montage : Gregory Gontz, Shwan Paper, Martin Apelbaum et Tom Hok
- Décors : Sarah Sprawls
- Costumes : Ernesto Rohormoser
- Production :
  - Producteur délégué : Timothy Scott Bogart, Diane Dixon, Jeff Franklin et Steve Waterman
  - Producteur supervisant : Gary Glieberman
  - Coproducteur : James Hereth, Guy Toubes et Keena Robinson
  - Producteur associé : Allan Pacheco, Eric S. Rollman et Susan J. Spohr
- Sociétés de production : Wolfcrest Entertainment, Franklin/Waterman Worldwide et Alliance Entertainment
- Société de distribution :
- Chaîne d'origine : Fox Kids
- Pays d'origine :  Canada et  États-Unis
- Langue originale : anglais
- Genre : Aventures
- Durée : 22 minutes

## Distribution

### Acteurs principaux
- Sean Price-McConnell (VF : Natacha Gerritsen) : Mowgli
- Lindsey Peter (VF : Sarah Marot) : Nahbiri Bhandari
- Bart Braverman : Dr Bhandari
- Richard Assad : Avtar
- Jaime Gutierrez Victory : Colin
- Stacy Keach (VF : Michel Blin) : le narrateur

### Acteurs récurrents et invités
- Maryam d'Abo : Elaine Bendel
- Kavi Raz : Kanan
- Warren Stevens : Bari
- Filipe da Silva : un homme d'Avtar
- Brett Halsey : Dr Radcliffe
- Rick Hill : Russell
- William Jordan : Packwood
- Phillip Rhys : Kanwal
- Dennison Samaroo : Arjan

## Épisodes
1. Dans la jungle de Seonee, première partie (Mowgli of the Seoni: Part 1)
2. Dans la jungle de Seonee, deuxième partie (Mowgli of the Seoni: Part 2)
3. À la rescousse (A New Beginning)
4. La Méprise (The Bigger Picture)
5. Sur la route de Manapon (Side By Side)
6. Les Braconniers (What Goes Around)
7. Ami ou ennemi (Friend or Foe)
8. Le Cirque (Circus Breaker)
9. Le Concours de photos (The Perfect Shot)
10. Le Chant d'Akela (Song of Akela)
11. L'Oiseau de feu (The Hollow Bird)
12. Titre français inconnu (Fatherhood)
13. Les Tanières froides (Cold Lairs)
14. Souvenirs, Souvenirs (Rashomowgli)
15. Titre français inconnu (Mowgli, P.I.)
16. Le Léopard (Good Intentions)
17. Les Meilleurs Amis du monde (Best Friends)
18. Une journée de détente (Life Lessons)
19. Une héroïne en danger (Outback and Back Out)
20. Le Gardien du palais (The Guardian)
21. Le Juste Milieu (Going to Extremes)
22. Les Faux Monnayeurs (Paper Chase)
23. Pris au piège (Feeling Trapped)
24. La Course (Run Like the Wind)
25. Le Secret de Khalamba, première partie (Return to Cold Lairs: Part 1)
26. Le Secret de Khalamba, deuxième partie (Return to Cold Lairs: Part 2)